# Неаполітанський мастиф
Неаполіта́нський мастиф (анг.  Neapolitan mastiff) — порода собак 2 групи МКФ.

## Історія
Порода відома на півдні Апеннінського півострова з найдавніших часів. Неаполітанський мастиф є нащадком стародавніх бойових собак, які брали участь у боях і цькуванні диких звірів на аренах Стародавнього Риму. Здавна мастифа використовували як сторожову собаку. Тримали подібних собак прості обивателі: м'ясники, сторожі, селяни, тому розведення мало хаотичний характер. На виставці в 1946 році П'єтро Сканціані представив 8 собак, які мали певну кількість характерних екстер'єрних рис сучасних неаполітанських мастифів. Шляхом спрямованого відбору Сканціані отримав зразкового пса, з якого і був написаний стандарт породи, прийнятий Товариством італійського мастифа в 1949 році.

## Зовнішній вигляд
Масивний собака з потужним кістяком і мускулатурою. Останній стандарт мастифа прийнятий в 1999 році. Висота в холці у псів 65-75 см, у сук 60-68 см. Вага кобеля 60-70 кг, вага суки 50-60 кг. Тип конституції грубуватий, міцний, брутальний. Формат розтягнутий. Голова масивна, череп широкий. На морді й голові шкіра утворює складки певного малюнка. Вуха поставлені високо, висячі, товсті. Шия коротка, добре розвинена, має роздвоєний об'ємний підвіс. Спина широка, мускулиста. Живіт підібраний. По низу тулуба тварини обов'язковий підвіс. Холка виражена. Хвіст біля початку товстий, до кінця звужується, шаблеподібний за стандартом. Шерсть коротка, від ніжної шовкової для сук і до жорсткої у псів. Забарвлення: чорне, блакитне, сіре, червоне дерево, ізабелла (щось середнє між сірим і палевим), тигровина є домінантною у всіх забарвленнях. Допустимі невеликі білі мітки на грудях, пальцях і тазостегновій частині живота.

## Характер
Неаполітанський мастиф може використовуватися як сторож. Завдяки своїм фізичним даним, він легко може відігнати від своїх «володінь» небажаного відвідувача. Проте, він вельми доброзичливий в домашній атмосфері, товариський. За характером мастиф — вічна дитина. Мастиф чудово ставиться до дітей, інших собак і кішок. Має прекрасну пам'ять. Завжди вибирає одного господаря. Слухняний тільки йому.